# Zdravinje (Prokuplje)
Pour les articles homonymes, voir Zdravinje.
Zdravinje (en serbe cyrillique : Здравиње) est un village de Serbie situé dans la municipalité de Prokuplje, district de Toplica. Au recensement de 2011, il comptait 96 habitants.
Zdravinje est également connu sous le nom de Gornje Zdravinje.

## Démographie
| 1948 | 1953 | 1961 | 1971 | 1981 | 1991 | 2002 | 2011 |
| ---- | ---- | ---- | ---- | ---- | ---- | ---- | ---- |
| 742  | 786  | 652  | 513  | 383  | 271  | 184  | 96   |

|  |